# Morne Goton
Le morne Goton est un sommet situé sur l'île de Basse-Terre en Guadeloupe. S'élevant à 681 mètres d'altitude à l'est du Morne Mazeau et au nord de la tête Allègre, il se trouve sur le territoire de la commune de Sainte-Rose.

## Hydrographie
La rivière Salée prend sa source sur le flanc oriental du morne Goton à 540 m d'altitude.
Parmi les nombreux méandres et cours d'eau issus du morne Goton, la rivière Moustique a un de ses bras principaux, celui qui rejoint le cours principal au saut des Trois Cornes.

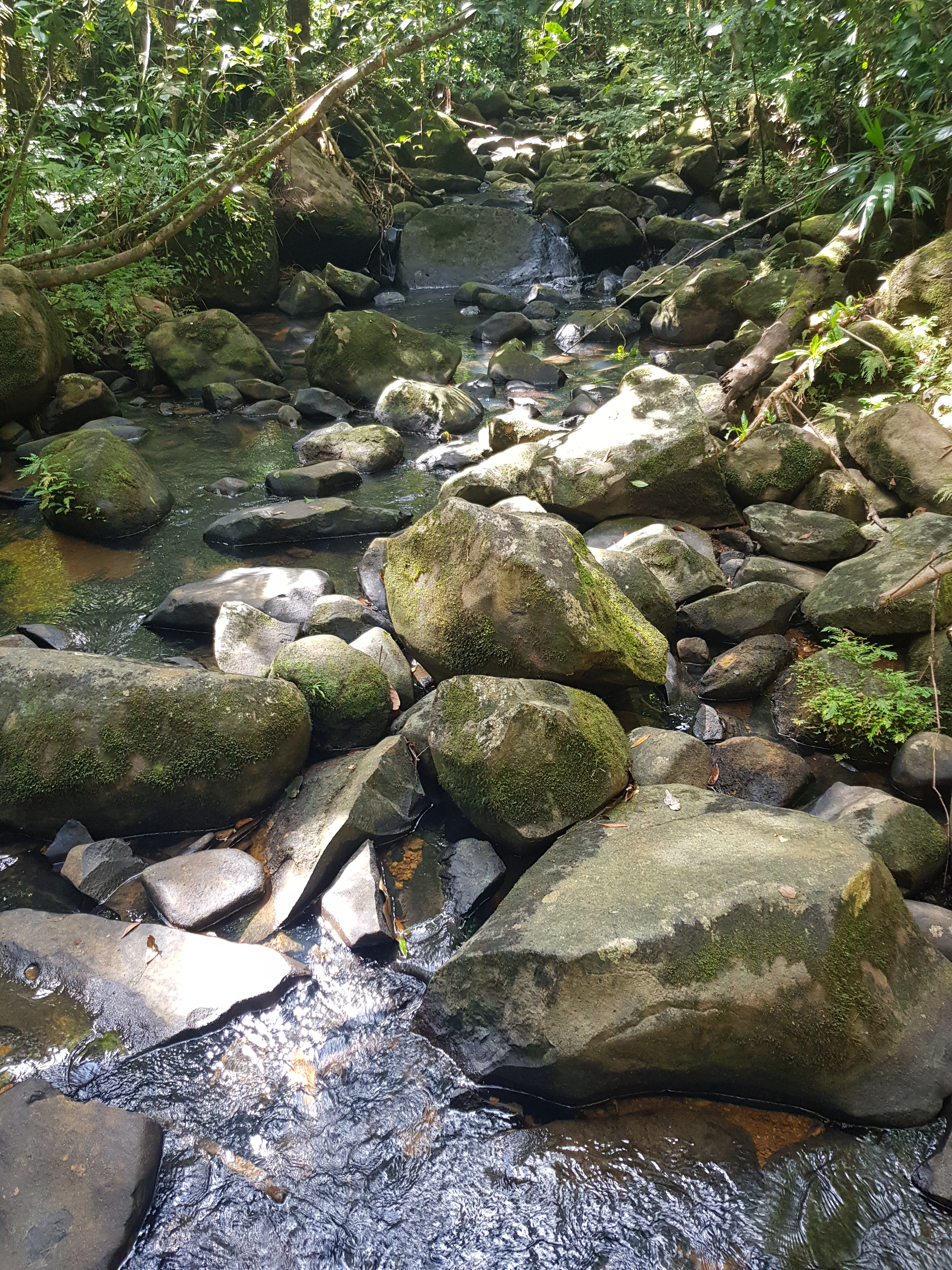
Bras de la rivière Moustique, près du morne Goton.
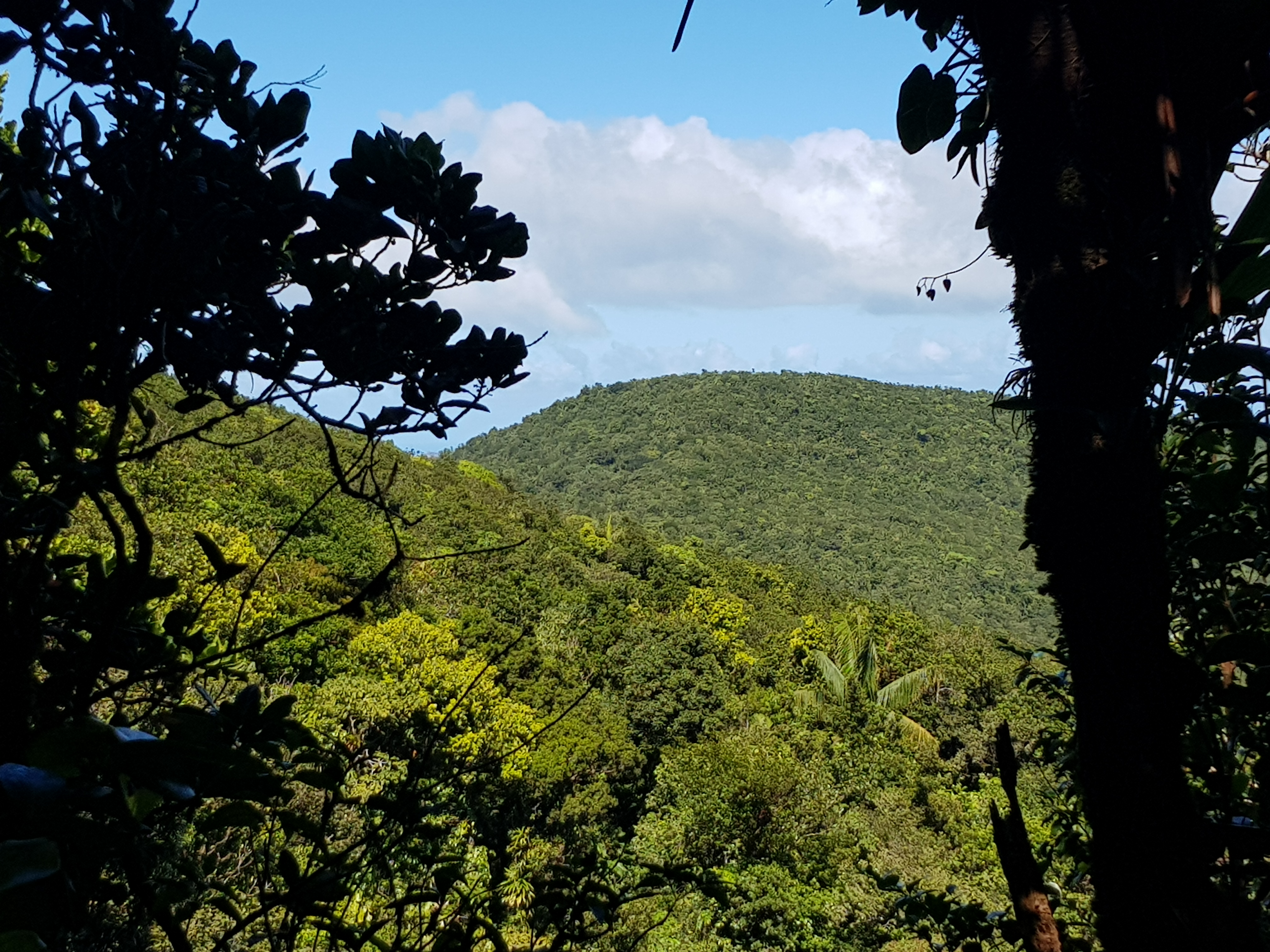
Sommet du morne Goton vu de la trace de Baillargent.